# Rak říční
Rak říční (Astacus astacus, také Astacus fluviatilis, Potamobius astacus) je sladkovodní korýš z řádu desetinožců, jeden ze dvou původních druhů raků v Česku. Dorůstá délky až 25 cm. Žije v tekoucí vodě, je velmi citlivý na její znečištění a je proto bioindikátorem čistoty vodních toků. Dožívá se 15 až 20 let.

## Anatomie

### Vnější stavba
Tělo raka se skládá ze srostlé hlavohrudi a článkovaného zadečku, který je zakončen ocasní ploutvičkou. Na hlavohrudi se nachází ústní otvor, smyslové orgány a článkované kráčivé končetiny (pereopody neboli pereiopody), kterých má rak 5 párů. Dlouhá tykadla (antény) slouží jako hmatový orgán a u báze je porůstají brvy (vlásky) obsahující čichové buňky. Krátká tykadla (antenuly) mají u báze uložen orgán rovnováhy (statocysta) neboli polohorovnovážný orgán, v němž jsou drobné částice sedimentu zvané statolity. Když se rak převrátí, statolity mění polohu, narážejí do obrvené výstelky a informace o poloze jsou přenášeny nervy do nadjícnové nervové uzliny suplující funkci mozku. Složené (fasetové) oči jsou neseny na pohyblivých stopkách.
Rak říční má vysokou schopnost regenerace a může mu dorůst dokonce i oko.

### Vnitřní stavba
Pohybuje se díky svalům přichyceným na vnitřní straně krunýře. Dýchá pomocí žaber. Jeho cévní soustava je otevřená. Důležitým prvkem cévní soustavy je vakovité srdce. Srdce nasává tekutinu ze všech částí těla a vypuzuje ji krátkou cévou dopředu. Z cévy se tělní tekutina vylévá a dostává se ke všem buňkám. Na jiných místech se tekutina nasává do jiných cév a vrací se zpátky do srdce. Má žebříčkovitou nervovou soustavu. Jeho vývin je přímý.

## Výskyt
Vyskytuje se v celé Evropě mimo Španělsko, severní Anglii a Irsko. V ČR se v současnosti vyskytuje přibližně na osmi stech lokalitách. Jeho stavy značně klesly v důsledku znečištění vod chemickými látkami a také kvůli tzv. račímu moru, což je plísňové onemocnění.

## Predátoři
K přirozeným predátorům raka patří například vydra říční nebo úhoř říční. Nepůvodním predátorem je například norek americký či ondatra.